# Talajfolyósodás

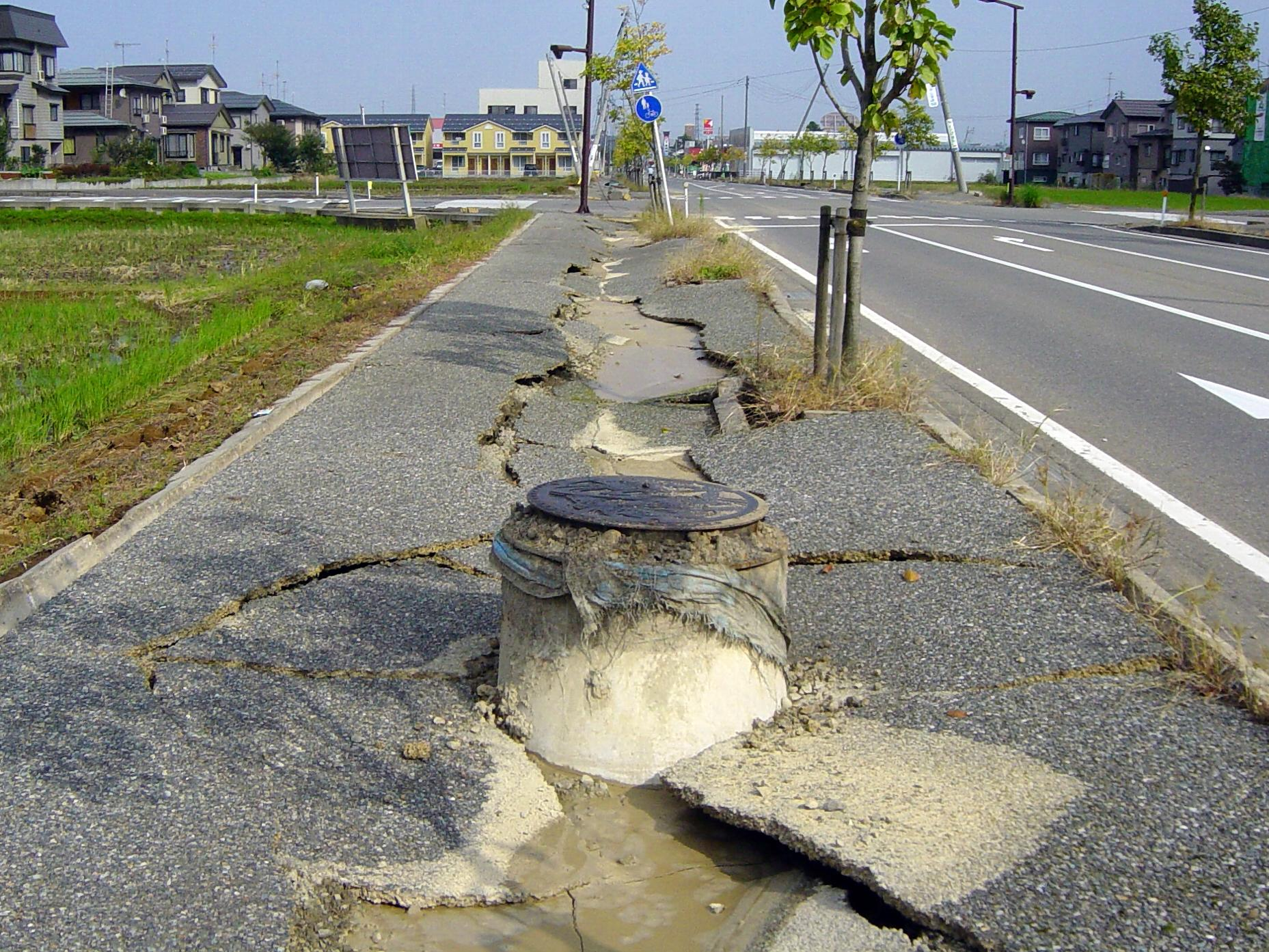
A földrengés következtében cseppfolyóssá váló talaj lökte felfelé a csatornát

A talajfolyósodás (idegen szóval szoliflukció) elsősorban földrengések során előforduló jelenség, amelynek során a vízzel telített talaj hirtelen szilárd halmazállapotból folyós halmazállapotúvá válik. A talajfolyósodás jelensége elsősorban laza szemcsés vagy közepesen kötött, rossz vízelvezetésű talajokat érint, mint pl. homok, üledékes homok vagy vízzáró talajréteget tartalmazó homok és kavics.
Erős rázkódás vagy a földrengéseket kísérő rezgéshullámok hatására a talaj tömörödni kezd, a szemcsék közötti hézagok térfogata lecsökken. Ha ezek a pórusok korábban vízzel voltak telítve, akkor a pórusvíz nyomása megnő. Amennyiben ez a terhelés rövid időn belül többször is előfordult, tipikusan egy földrengés során, akkor a pórusvíz nyomása elérheti a felette lévő talajrétegek nyomását és a talaj úgy kezd viselkedni, mint egy viszkózus folyadék. A folyósodás hatására a talaj elveszti teherhordó szilárdságát és nagy deformációkat szenved.
A talajfolyósodásra leginkább hajlamos talajok a fiatal, üledékes, homokos vagy löszös talajok (amelyek Magyarország nagy részét is borítják), amelyek több méter vastag rétegben fekszenek és vízzel teltek. Ezek a leggyakrabban folyómedrek mellett, tavak vagy tengerek partján vagy olyan helyen fordulnak elő, ahol a szél homokot vagy löszt halmozott fel. A földrengések mellett a talajfolyósodás okozza a folyós homok vagy „fosóhomok” néven ismert jelenséget.
A talajszemcsék közötti távolság és a közöttük elhelyezkedő víz mennyiségétől függően a talajok kétféleképpen reagálnak a nyomásra. Az első esetben a laza szemcsés homok az első nyomás hatására folyósodik, azonnal elveszti szilárdságát és folyadék módjára kezd viselkedni. A második esetben a talaj kezdetben a nyomás hatására megkeményedik, azonban ha a nyomás ciklikusan ismétlődik (pl. földrengések talajhullámai) és a ciklusok között a nyomás nem csökken, akkor bekövetkezik a ciklikus talajfolyósodás. A folyósodás mértéke ebben az esetben függ a talaj sűrűségétől, a nyomásciklusok mértékétől és idejétől, illetve a talajban felhalmozódott feszültségtől. 
A belső kohéziótól mentes talaj ellenállása a folyósodással szemben függ a talaj sűrűségétől, a talaj kezdeti nyomásától, a talaj szemcsézettségétől és szerkezetétől, a talajt érő nyomás nagyságától és időtartamától, valamint a feszültségcsökkenés mértékétől.
Bár a talajfolyósodás jelenségét már régen felismerték, pusztító hatására a japán Niigata várost ért 1964-es földrengés hívta fel a figyelmet. Ugyancsak nagy szerepet játszott a talajfolyósodás az 1989-es San Franciscó-i földrengés során a város egy részének lerombolásában. A mai Magyarország területén a történelmi feljegyzések szerint négy alkalommal tapasztaltak talajfolyósodást (Komárom 1763., Mór 1810., Kecskemét 1911., Dunaharaszti 1956.), de nyomait fiatal üledékekben is megtalálták.

## A talajfolyósodás fajtái

### Földrengés során

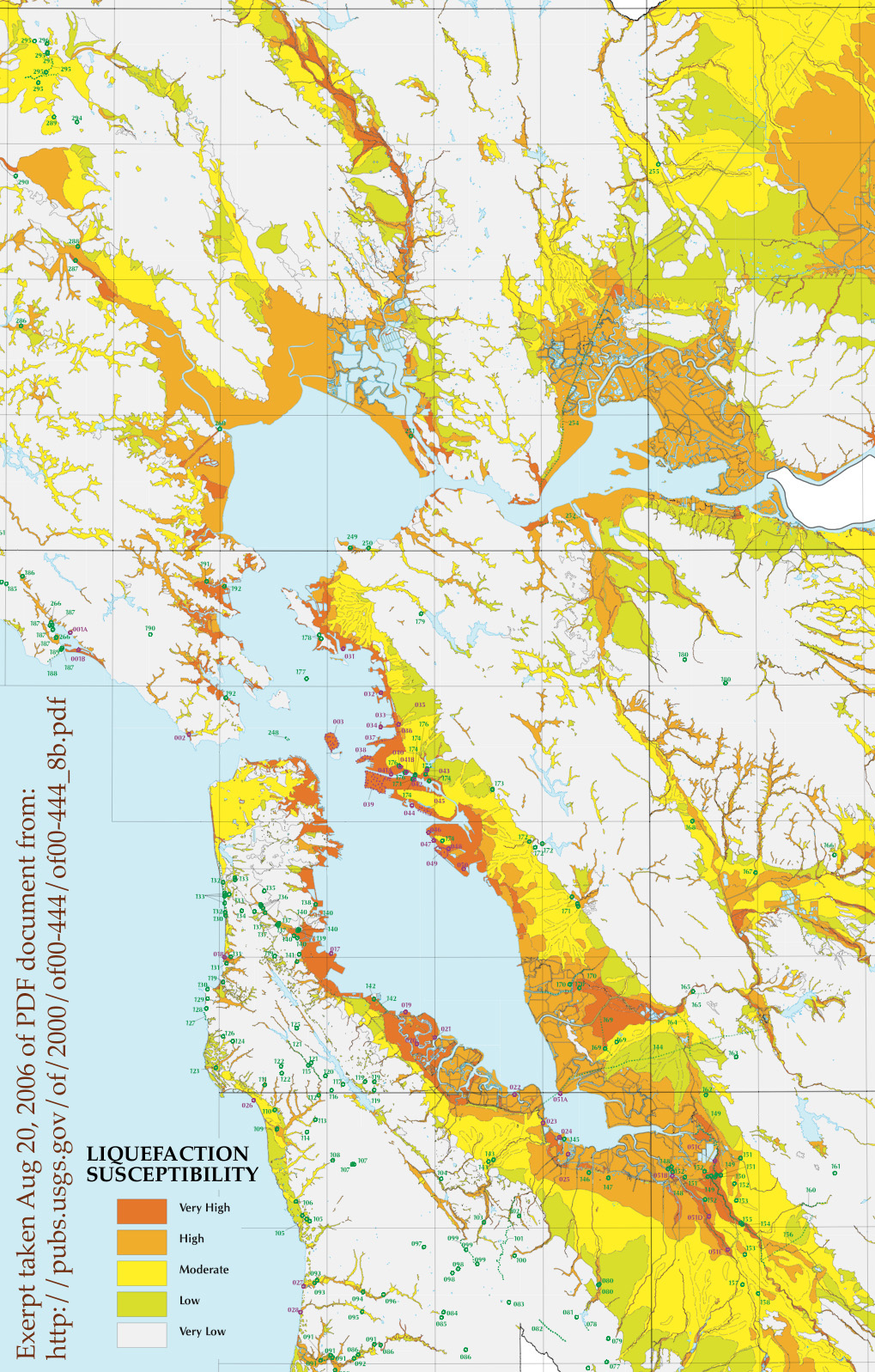
Az Egyesült Államok kormányának Földrajzi Intézete (USGS) által készített térkép San Francisco környékéről, amely a folyósodás lehetséges előfordulási helyeit mutatja be. A legveszélyeztetettebb térségek általában sűrűn lakottak.

A talajfolyósodás egyik gyakori és igen veszélyes kísérőjelensége a földrengéseknek. A rengéshullámok okozta feszültségnövekedés megnöveli a talajban lévő víz nyomását, amelynek következtében az elveszti szilárdságát és nagy sűrűségű folyadékhoz hasonlóan kezd viselkedni. Ha a vízzel átitatott talaj fölött száraz záróréteg helyezkedik el, a folyós talaj gyakran áttöri azt és ún. homokvulkánt hoz létre. A beépített területeken a folyósodás miatt az épületek megsüllyednek vagy megdőlnek, szélsőséges esetben elsüllyednek.

## Folyóhomok
A folyóhomok ott alakul ki, ahol a laza szerkezetű homokos talaj vízzel telítődik, majd hirtelen nyomás hatására a homok folyóssá válik és elveszti szilárdságát. A folyóhomokot általában magas vagy felfelé folyó talajvíz, föld alatti forrás vagy földrengés következtében kialakuló vízfolyás hozhatja létre. A vízzel telített talaj szilárdnak tűnik egészen addig, amíg hirtelen nyomás vagy sokk (pl. egy személy rásétál) hatására bekövetkezik a folyósodás. Ekkor a homokszemcséket vékony vízréteg veszi körül és sűrű, szivacsos folyadékot képeznek. A folyóhomokba kerülő tárgyak és személyek elsüllyednek, illetve abban a rétegben fognak "lebegni", ahol a kiszorított homok/víz keverék tömege megegyezik tömegükkel.

## Folyóagyag
A folyóagyag az agyagos talajok egyik ritka formája, amely képes arra, hogy viszonylag szilárd állapotból pillanatok alatt folyadékká váljon külső behatás eredményeként. A folyóagyag nyugalmi formájában vízzel telített zselére emlékeztet és ebben az állapotban formálható. Ha egy kézben tartott agyagtéglát megütnek, akkor a nyomásváltozás hatására a folyóagyag azonnal elveszti szilárdságát és nagy viszkozitású folyadékká változik. Ennek a spontán folyósodásnak a magyarázata, hogy a folyóagyagnak igen magas, 80% körüli a víztartalma. Szilárd szerkezetét a magas víztartalom ellenére azért tudja megőrizni, mert a felületi feszültség összetartja a vízzel borított agyagszemcséket. Amikor egy külső behatás megtöri az agyag szerkezetét, akkor magas víztartalmának megfelelően folyós halmazállapotot vesz fel.
A folyóagyag elsősorban Oroszországban, Kanadában, Alaszkában, Norvégiában, Svédországban és Finnországban található.

## Zavaros áramlatok
A víz alatti földcsuszamlások ún. zavaros áramlatot (turbidity current) hoznak létre, amelyben a vízzel telített üledékek a gravitáció hatására lefelé csúsznak. Ennek egyik példája 1929-ben a Grand Banks-i földrengés után fordult elő Új-Fundland partjainál. Percekkel a földrengés után a közelben lefektetett transzatlanti tenger alatti telefonvezetékek egymás után, sorozatban elszakadtak - a földrengés epicentrumától távolodva, a lejtő irányában. Összesen 12 kábel szakadt el 28 helyen. A vizsgálatok kimutatták, hogy a víz alatti földcsuszamlás sebessége elérte a 100 km/órát, és a „zavaros áramlat” összesen 600 km-t tett meg a földrengés epicentrumától a kontinentális talapzaton lefelé haladva.

## A talajfolyósodás hatásai
A talajfolyósodás különféle módon eredményezhet károkat az épületekben, A talajfolyódás érintheti az épületek alapzatát, amely hirtelen elvesztheti alátámasztó képességét, ami az épület hirtelen helyzetváltozását, megsüllyedését eredményezheti. A talajfolyósodás eredményeként a föld alatti vezetékek, a víz- és a szennyvízhálózat is megsérülhet, de az is előfordulhat, hogy az elfolyósodott talaj kilöki a vezetékeket és a csatornákat. A folyóssá vált talaj betörhet az épületekbe és megrongálhatja az elektromos rendszert vagy magát az épület struktúráját.
A talajfolyósodás másik hatása, hogy talajcsuszamlást idézhet elő. Az 1989-es San Franciscó-i földrengés során a talajfolyósodás volt az egyik fő oka a Marina district nevű körzet pusztulásának.

## Külső hivatkozások
- Soil Liquefaction (angolul)
- Shaking, Liquefaction on Harbor Island, one of the few known live observations of an earthquake liquefaction event by a seismologist (angolul)
- Győri Erzsébet, Tóth László, Katona Tamás: A FELSZÍNI LAZA RÉTEGSOR HATÁSA A FÖLDRENGÉSEK ÁLTAL OKOZOTT GYORSULÁSOKRA (magyarul)